# Mycteroperca rubra
La cernia rossa (Mycteroperca rubra) è un pesce marino appartenente alla famiglia Serranidae, raro nei mari italiani.

## Distribuzione e habitat
Il suo areale comprende tutta la fascia tropicale e subtropicale dell'Oceano Atlantico orientale, compreso il Mediterraneo dove non è comune. Nei mari italiani è piuttosto rara e compare con maggior frequenza nelle acque siciliane.

Vive su fondi rocciosi a profondità non superiori a 50 m.

## Descrizione
Superficialmente molto simile ad un membro del più comune genere Epinephelus da cui si distingue per la mandibola inferiore molto prominente e per la pinna anale munita di 11-12 raggi molli (contro gli 8-9 degli Epinephelus e del Polyprion americanum). Anche la colorazione è diversa, tendente al rossastro, al marrone cioccolata o al violaceo con molte macchie bianche, più visibili nei giovani, più evidenti sul ventre. 

Non supera gli 80 cm di lunghezza.

## Alimentazione
Carnivora come tutte le altre cernie.

## Biologia
Spesso caccia distante dal fondo. I giovani sono strettamente costieri mentre gli adulti spesso si allontanano in acque più profonde.